# Pleubian
Pleubian é uma comuna francesa na região administrativa da Bretanha, no departamento Côtes-d'Armor. Estende-se por uma área de 20,16 km². Em 2010 a comuna tinha 2 355 habitantes (densidade: 116,8 hab./km²).